# Josefine Strandberg
Josefine Strandberg föddes den 7 mars 1987, växte upp i Lindesberg. Så småningom studerade hon teater på Karolinska Läroverket i Örebro. Genombrottet kom med Kim Novak badade aldrig i Genesarets sjö där hon spelade Britt Laxman, butiksbiträde.